# Албанская православная епархия в Америке
Алба́нская правосла́вная епа́рхия в Аме́рике (англ. Albanian Orthodox Diocese of America, алб. Dioqeza ortodokse shqiptare në Amerikë) — епархия Константинопольской православной церкви, объединяющая Албанские приходы в Америке.

## История
После Второй мировой войны к власти в Албании пришли коммунисты, что признал архиепископ Феофан (Ноли). Это раскололо албанскую православную общину в США. Часть верующих покинуло епархию, возглавляемую архиепископом Феофаном и перешла в Константинопольский патриархат. Для православных албанцев в 1949 году была организована особая епархия, а в 1950 году поставлен епископ Марк (Липа), однако к новому епископу присоединились только два прихода и небольшие группы в отдельных приходах архиепископа Феофана, из которых были образованы небольшие приходы, через какое-то время прекратившие существование.
За годы духовного руководства, епископ Марк был ведущим еженедельной радиопрограммы («Voice of Orthodoxy») в Бостоне начал публикацию ежемесячного епархиального издания «The True Light». Епархиальный центр в Бостоне предоставил место для проведения религиозных, образовательных, социальных, культурных и благотворительных мероприятий при жизни епископа. Два прихода, оставшихся с Константинополем (в Чикаго и Бостоне), насчитывали 400 постоянных прихожан (по другим источникам объединяли до 5 тысяч).
После смерти епископа Марка епархию возглавлял генеральный викарий Илия Катре, который в 2002 году получил епископский сан. На 2012 год епархия насчитывает три прихода в США и один миссионерский приход в Канаде (в Торонто).

## Епископы
- Марк (Липа) (10 сентября 1950 — 11 марта 1982) еп. Левкийский
- Илия (Катре) (10 мая 2002 — 7 октября 2022) митр. (до 3 октября 2019 — еп.) Филомилийский; с 1982 года — генеральный викарий
- Феофан (Коя) (с 25 июля 2023) еп. Филомилийский